# Robert Primavesi
Robert Primavesi (18. listopadu 1854 Olomouc – 19. dubna 1926 Vídeň) byl rakouský a český podnikatel a politik německé národnosti z Moravy, na počátku 20. století poslanec Moravského zemského sněmu a Říšské rady.

## Život
Robert pocházel z vlivné podnikatelské rodiny Primavesi, původem z Itálie, která se na několik generací usadila v Olomouci. Otec Paul Franz Primavesi působil jako viceprezident olomoucké obchodní a živnostenské komory, zakladatel několika cukrovarů a zemský poslanec. Robertovým bratrancem byl bankéř a mecenáš Otto Primavesi (1868–1926). Robert vychodil národní školu, gymnázium a vystudoval vysokou školu technickou. Působil jako velkoobchodník, majitel továrny a statkář. Řídil několik cukrovarů a měl podíl na vedení nově založené Akciové společnosti spojených přádelen, jež spojila tři velké textilní podniky na Bruntálsku. Byl aktivní i politicky a veřejně. Zastával funkci prezidenta obchodní a živnostenské komory v Olomouci, byl ministerským radou a členem ústřední komise pro živnostenské školství. Zasedal v obecním zastupitelstvu v Olomouci.
Od roku 1897 zasedal jako poslanec Moravského zemského sněmu. V zemských volbách roku 1902 sem byl zvolen za kurii obchodních a živnostenských komor, obvod Olomouc. Mandát na sněmu získal i ve volbách roku 1906, opět za týž obvod. Zemským poslancem byl až do roku 1918.
Na konci 19. století se zapojil i do celostátní politiky. V doplňovacích volbách roku 1899 se stal místo Emanuela von Proskowetze poslancem Říšské rady za kurii obchodních a živnostenských komor, obvod Olomouc. Do parlamentu usedl 7. listopadu 1899. Uspěl za týž obvod i v řádných volbách do Říšské rady roku 1901. Zvolen byl také ve volbách do Říšské rady roku 1907, konaných poprvé podle všeobecného a rovného volebního práva, za německý obvod Morava 3. Usedl do poslaneckého klubu Německý národní svaz (širší parlamentní platforma německorakouských nesocialistických politických stran). Za týž obvod byl zvolen i ve volbách do Říšské rady roku 1911, opět se připojil k poslanecké frakci Německý národní svaz. Ve vídeňském parlamentu setrval až do zániku monarchie. K roku 1911 se profesně uvádí jako zemský poslanec, prezident obchodní a živnostenské komory, velkoobchodník, majitel továrny a statkář.
Po válce zasedal v letech 1918–1919 jako poslanec Provizorního národního shromáždění Německého Rakouska (Provisorische Nationalversammlung).
Po roce 1918 jeho podnikání čelilo finančním ztrátám, musel prodat svou vídeňskou vilu (ve čtvrti Hietzing), ve které mu zůstal jen bývalý byt zahradníka, v němž pak přebýval. Zemřel v dubnu 1926 ve Vídni.